# Eu Gosto de Você (canción de Gustavo Mioto)

Eu Gosto de Você (Me gustas) es una canción del cantante brasileño Gustavo Mioto con participación especial de la cantante brasileña Claudia Leitte. La canción fue lanzada en internet el 7 de enero de 2014 y fue producido por Dudu Borges.
Grabado por el sello Música Antigua Abril.
Alcanzó el puesto número 84 de Billboard Brasil Hot 100 Airplay. También el puesto número 5 Brasil Regional Centro Paulista Hot Songs.

## Galería

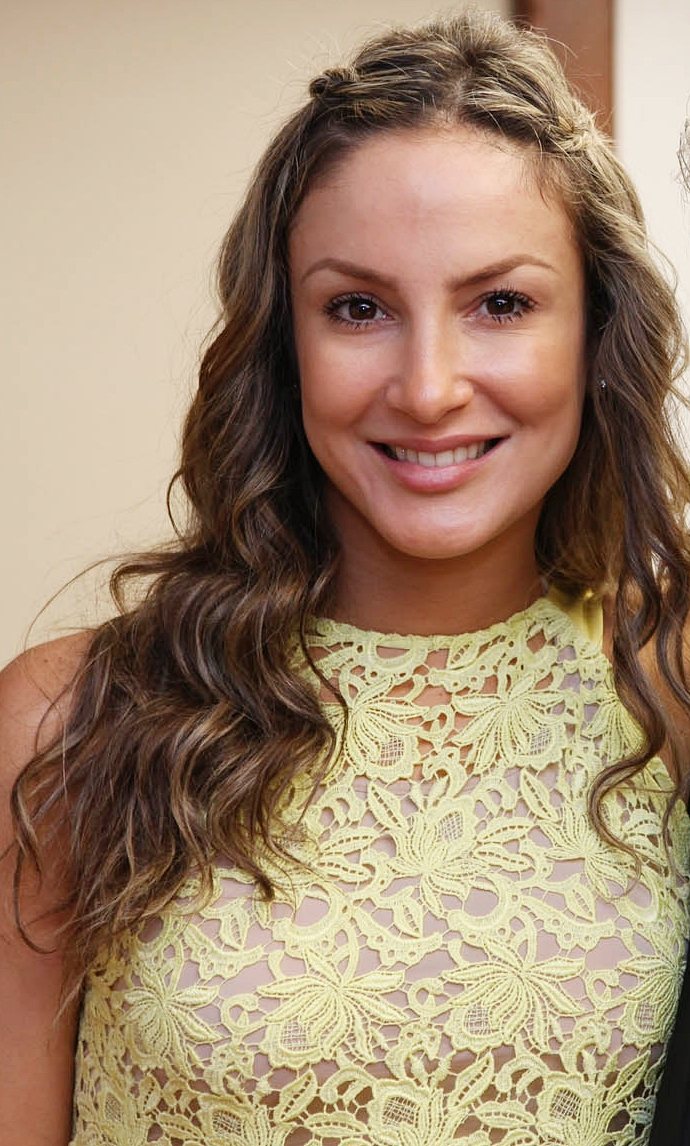
Claudia Leitte en 2012.